# Azada

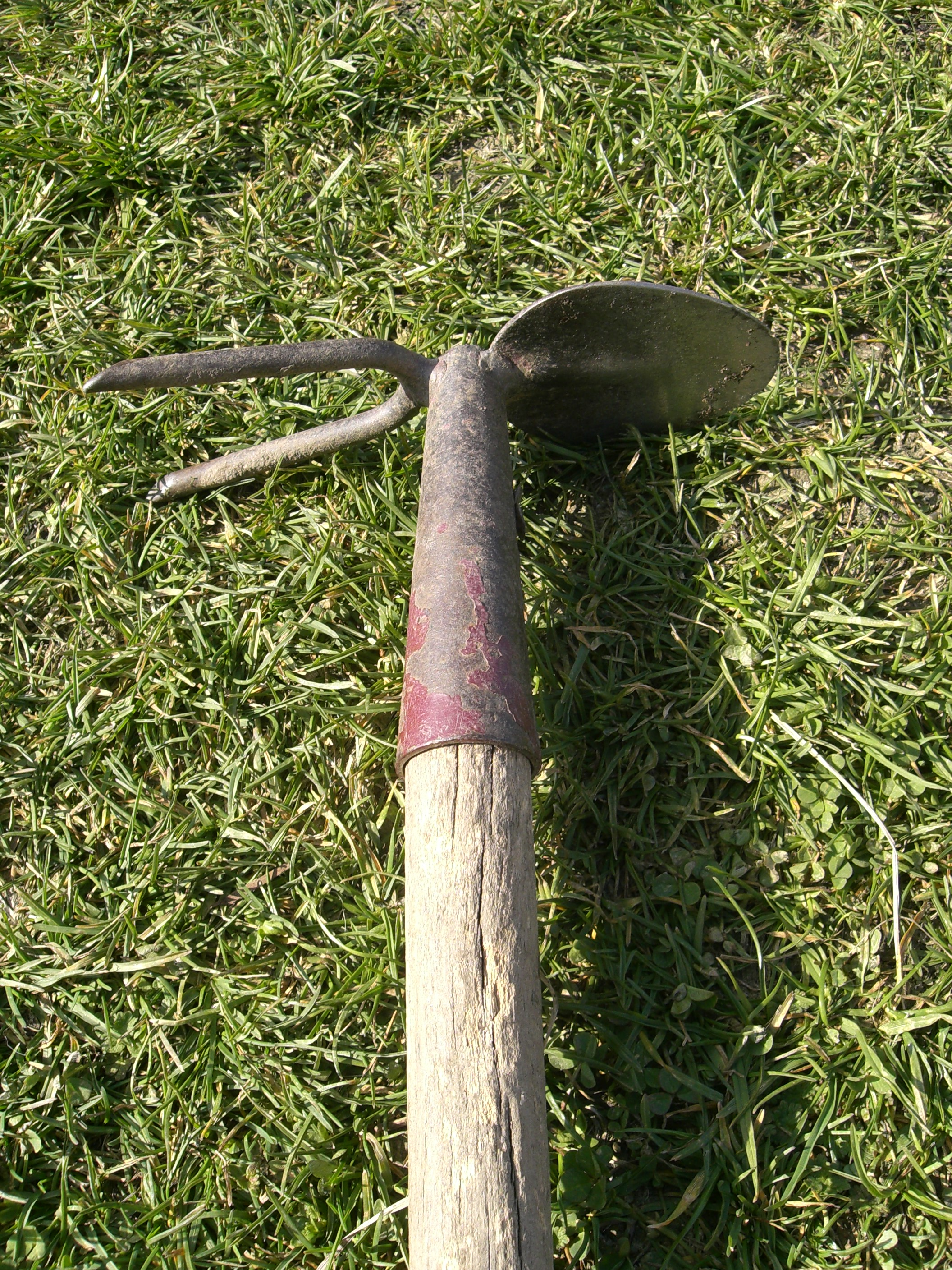
Una azada ligera.

La azada es una herramienta utilizada normalmente en la agricultura. Está formada por una lámina con el borde frontal cortante relativamente afilado por un lado y un mango para sujetarla. Se utiliza básicamente para cavar y mover tierras previamente roturadas o blandas y mover montones de arena o cemento. La pala se suele fabricar de hierro, aunque también puede haberlas de madera.
Cuando el sacho se refiere a una dalca significa entonces un tipo de ancla.

## Sinonimia de azada
Dependiendo de la zona geográfica también se denomina:
| Nombre                       | Zona geográfica                                            |
| ---------------------------- | ---------------------------------------------------------- |
| mocho                        | Colombia                                                   |
| azadón                       | Perú, Bolivia, Chile, Ecuador, México, Honduras y Colombia |
| escardilla                   | Venezuela                                                  |
| gualato                      | sur de Chile                                               |
| guataca                      | Cuba y Canarias                                            |
| escardillo, sacho            | Galicia, Andalucía Occidental, Canarias (sólo sacho)       |
| chapulina                    | Andalucía                                                  |
| zacho o zacha                | León, Zamora, Salamanca y Extremadura                      |
| zoleta, escavillo            | Andalucía                                                  |
| fesoria                      | Asturias                                                   |
| jada, jadica, jadico, jadeta | Aragón                                                     |
| picacha                      | Burgos                                                     |
| anchada, zapa                | Argentina                                                  |

etc.

## Tipos
Hay dos tipos generales de azadas: azadas de tracción para dar forma al suelo y azadas de cultivo para desyerbar y airear el suelo.
Una azada de tracción tiene una cuchilla colocada aproximadamente en ángulo recto con el eje. El usuario corta el suelo y luego tira (retira) la cuchilla hacia él. Alterar el ángulo del mango puede hacer que la azada cave más profundo o menos profundo a medida que se tira de la azada. Se puede usar fácilmente una azada para cultivar el suelo a una profundidad de varios centímetros. Un diseño típico de azada de extracción, la "azada de ojo", tiene un anillo en la cabeza a través del cual se ajusta el mango. [1] Este diseño se ha utilizado desde la época romana.
Dependiendo de su tamaño y forma también se denomina azadón (hoja cortante de mayor tamaño que la azada y con mango largo), azadilla (hoja de menor tamaño que la azada y con tamaño largo o intermedio) y zuela o azuela (hoja de menor tamaño que la azada con mango corto, a veces con incorporación en el lado opuesto del filo de la hoja de una cabeza en forma de martillo —muy usada en tareas de carpintería—). También puede tener forma de azada estrecha en un extremo una variante del pico: el zapapico o espiocha.
Sus dimensiones varían según la aplicación y las regiones, siendo el tamaño corriente de 20 a 25 centímetros la plancha y de 60 a 80 el mango. Las azadas para la bina son largas y  las de escardar tienen los bordes cortantes para seccionar las hierbas perjudiciales.

### Azadas de tracción

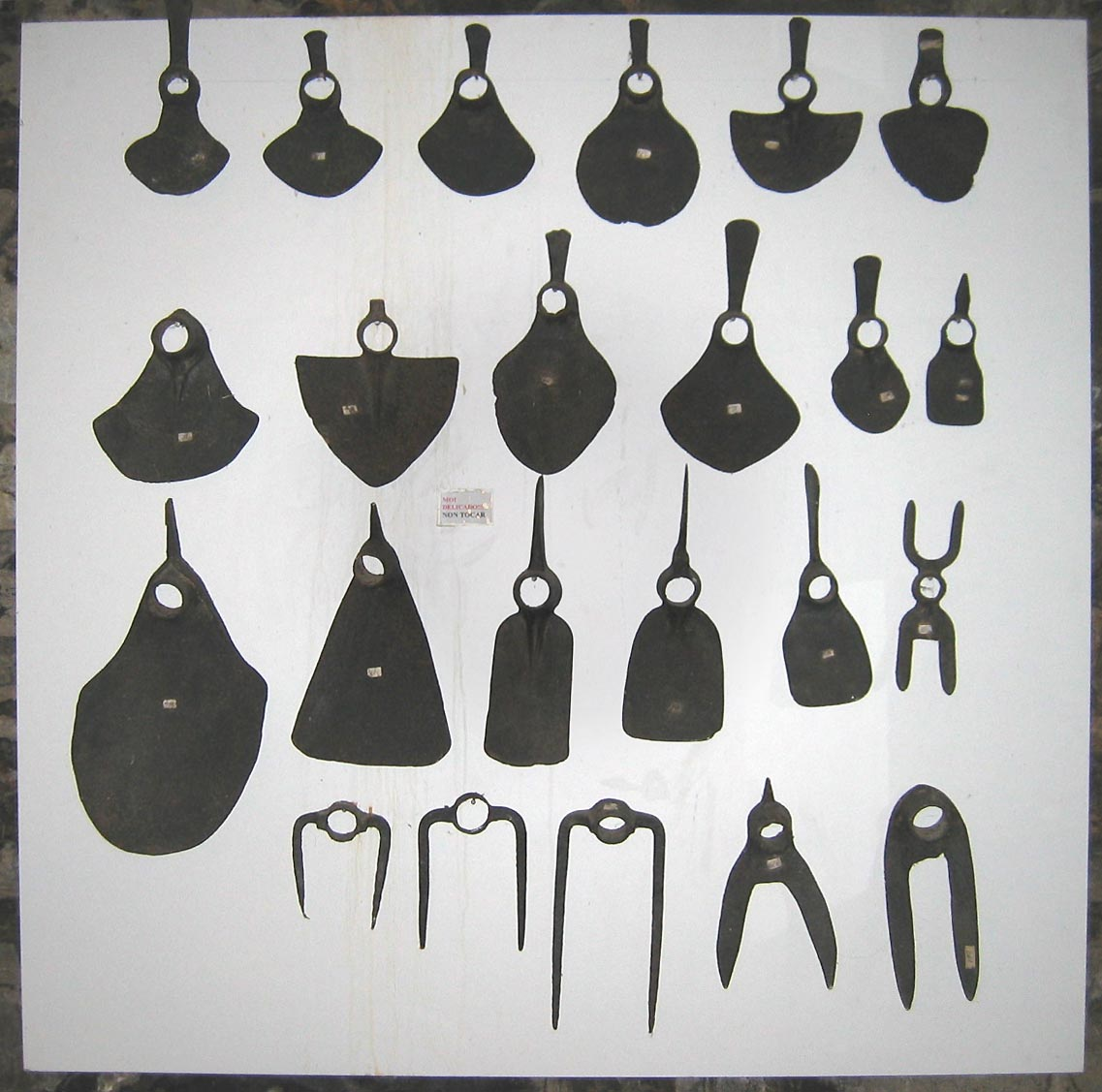
Cabezas de azadón, algunas con dientes de cerda (alemán: Sauzahn), Centro Etnográfico de Soutelo de Montes, Pontevedra, España

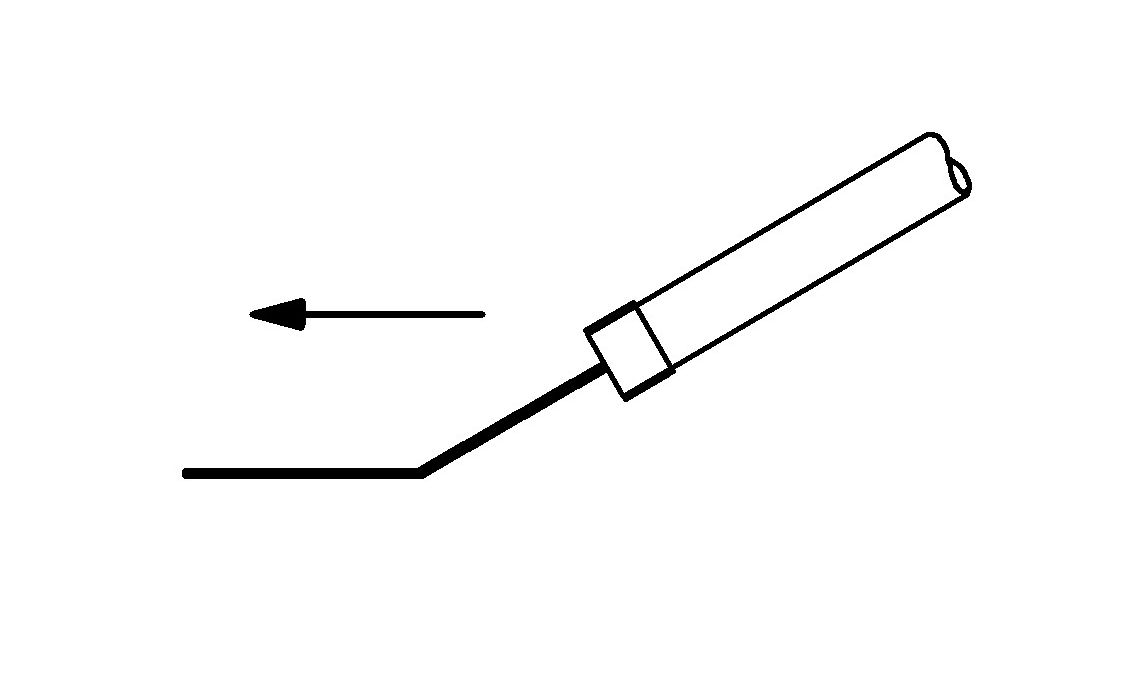
Herramienta de cultivo, una azada de empuje

- La típica azada agrícola y de jardinería con una hoja ancha y pesada y un borde recto se conoce como azada italiana,[3] simplemente azada en español,[4][5][6][7][8] o dago[9][10] ("dago" siendo un insulto étnico que se refiere a italianos, españoles o portugueses).
- La azada de caballete, también conocida en inglés como azada Warren[11] y el azada taladro, es una azada triangular (punta hacia abajo) o en forma de corazón que es particularmente útil para cavar surcos estrechos ("taladro") y zanjas poco profundas para la plantación de semillas o bulbos.[12][13]
- La azada Paxton es similar a la azada italiana, pero con una hoja rectangular más redondeada.
- La azada para flores tiene una hoja muy pequeña, lo que la hace útil para desmalezar y airear alrededor de las plantas en crecimiento, para no perturbar sus raíces superficiales mientras elimina las malezas más allá del alcance del brazo del jardinero.
- En inglés hoedad, hoedag o hodag es una herramienta parecida a una azada que se usa para plantar árboles.[14] Según Hartzell (1987, p. 29), "La hoedag [fue] originalmente llamada skindvic hoe... A Hans Rasmussen, el legendario contratista y propietario de una explotación maderera, se le atribuye haber inventado la hoedag con hoja curva, convexa y de punta redonda que se usa mucho en la actualidad" (énfasis añadido).[15]
- La azada para mortero es una herramienta específica para la mezcla manual de mortero y hormigón, y tiene el aspecto de una típica azada de hoja cuadrada con la adición de grandes orificios en la hoja.[16]

### Azadas de labranza
- La azada holandesa está diseñada para ser tirada a través del suelo para cortar las raíces de las malas hierbas justo debajo de la superficie. Una azada holandesa tiene una hoja "afilada en todos los lados para cortar hacia adelante y hacia atrás".[17] La hoja debe colocarse en un plano ligeramente inclinado hacia arriba en relación con el eje doble del eje. El usuario empuja el mango para mover la cuchilla hacia adelante, forzándola debajo de la superficie del suelo y manteniéndola a poca profundidad alterando el ángulo del mango mientras empuja. Una azada de pelea puede cultivar fácilmente el suelo y eliminar las malas hierbas de la capa superficial.

- La azada de aro, también conocida como "azada de acción",[18] oscilante, de hula, de estribo, de péndulo,[19] o "azada giratoria") tiene una hoja de doble filo que se dobla para formar un rectángulo unido a la eje. Las malas hierbas se cortan justo debajo de la superficie del suelo a medida que se empuja y tira de la cuchilla. El movimiento de ida y vuelta es muy efectivo para cortar malezas en suelos sueltos o quebradizos. El ancho de la hoja suele oscilar entre 8 y 18 cm (3 y 7 pulgadas). La cabeza es un bucle de correa de metal plana y afilada. Sin embargo, no es tan eficiente como una azada para mover tierra.[20]

- La azada colineal  tiene una hoja estrecha y afilada que se usa para cortar las raíces de las malas hierbas rozándolas justo debajo de la superficie del suelo con un movimiento de barrido;[21] no es adecuada para tareas como mover el suelo y picar. Fue diseñada por Eliot Coleman a fines de la década de 1980.[22]
- La azada swoe es una moderna azada de corte de un solo lado, siendo una variante de la azada holandesa.

## Historia
Las azadas son una tecnología antigua, anterior al arado y quizás precedida sólo por el palo de cavar. En la mitología sumeria, la invención de la azada se atribuyó a Enlil, el jefe del consejo de dioses. El arado de mano (mr) fue representado en el arte egipcio predinástico, y las azadas también se mencionan en documentos antiguos como el Código de Hammurabi (ca. siglo XVIII a. C.) y el Libro de Isaías (c. siglo VIII a. C.).
El daño humano causado por el uso prolongado de azadas de mango corto, que requerían que el usuario se inclinara desde la cintura para llegar al suelo. Con el tiempo, esto podría causar dolor lumbar permanente e incapacitante a los trabajadores agrícolas. Con el tiempo esto resultó en un cambio después de una lucha liderada por César Chávez con la ayuda política del gobernador Jerry Brown en la Corte Suprema de California. Declararon que la azada de mango corto era una herramienta manual insegura que fue prohibida por la ley de California en 1975.

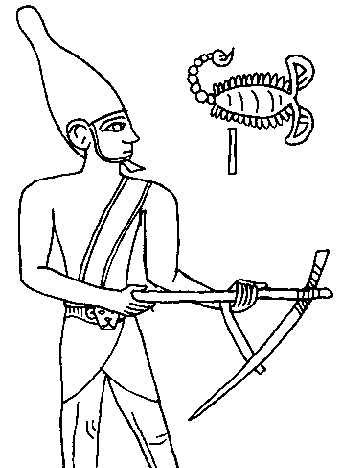
'Sr' arado de mano,período protodinástico de Egipto (del gorro del rey Escorpión)
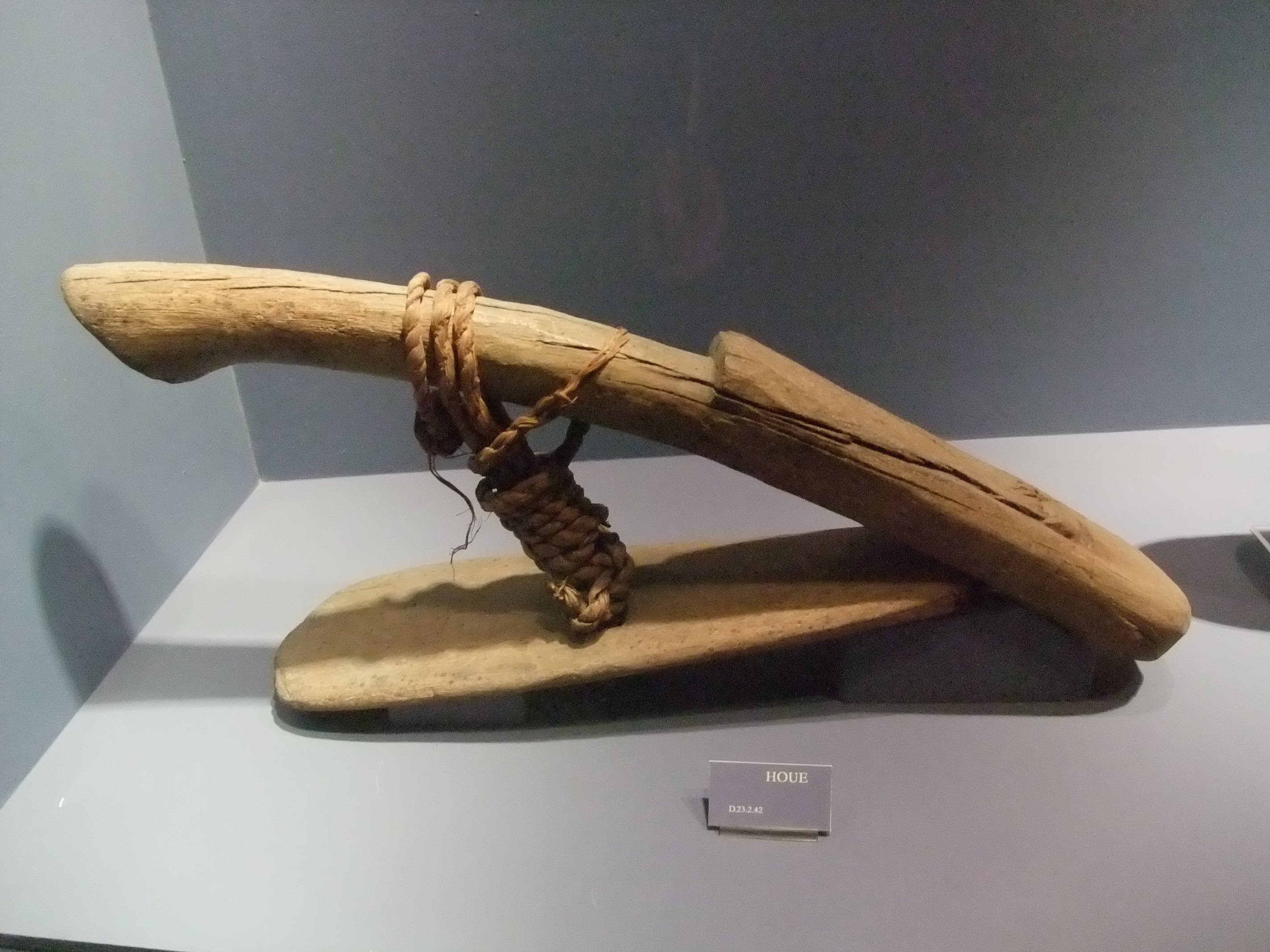
Una azada egipcia antigua
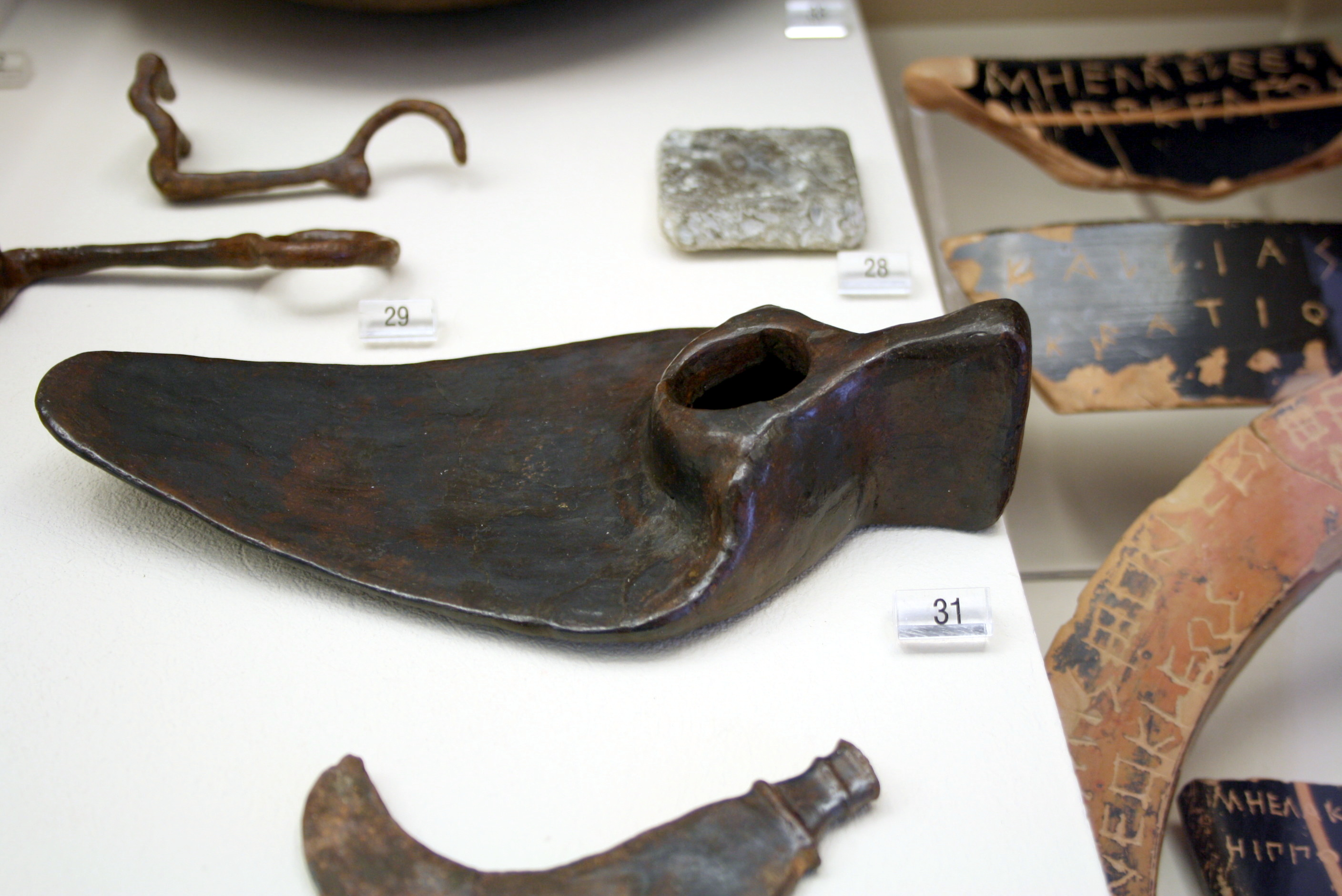
Azada de hierro griega antigua (Kerameikos Museo Arqueológico)
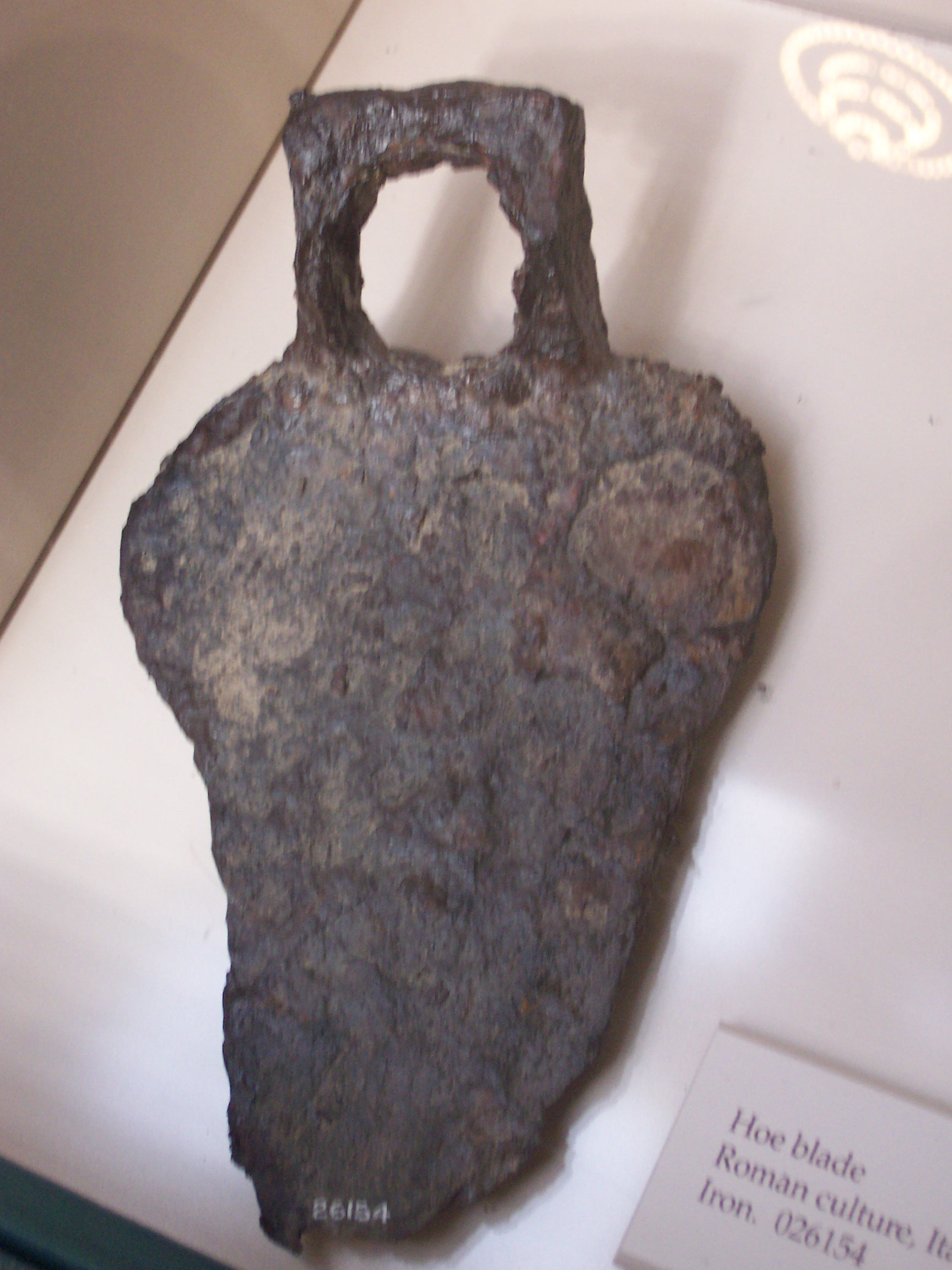
Hoja de hierro de una antigua azada romana con más de 2000 años de antigüedad
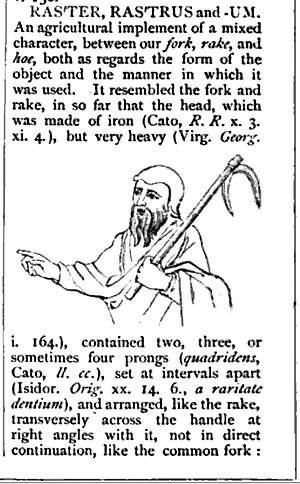
Azada tipo tenedor romana
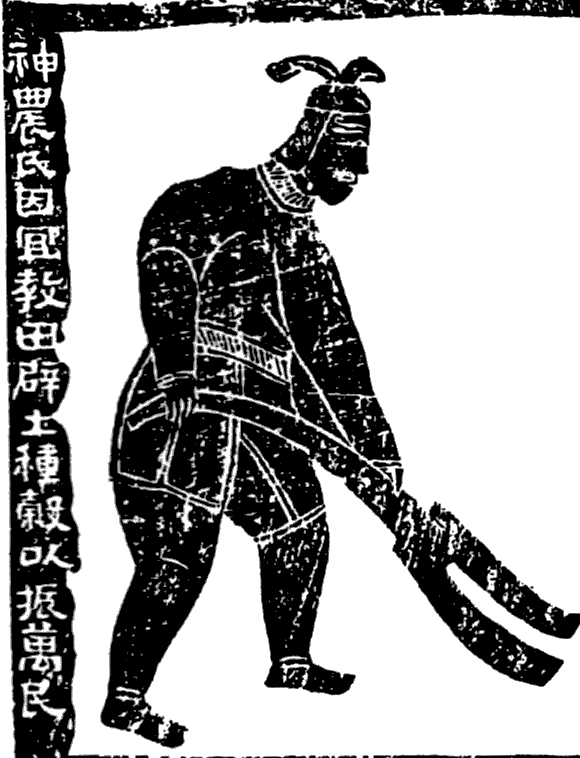
El granjero divino Shennong  (dinastía Han, Siglo II)
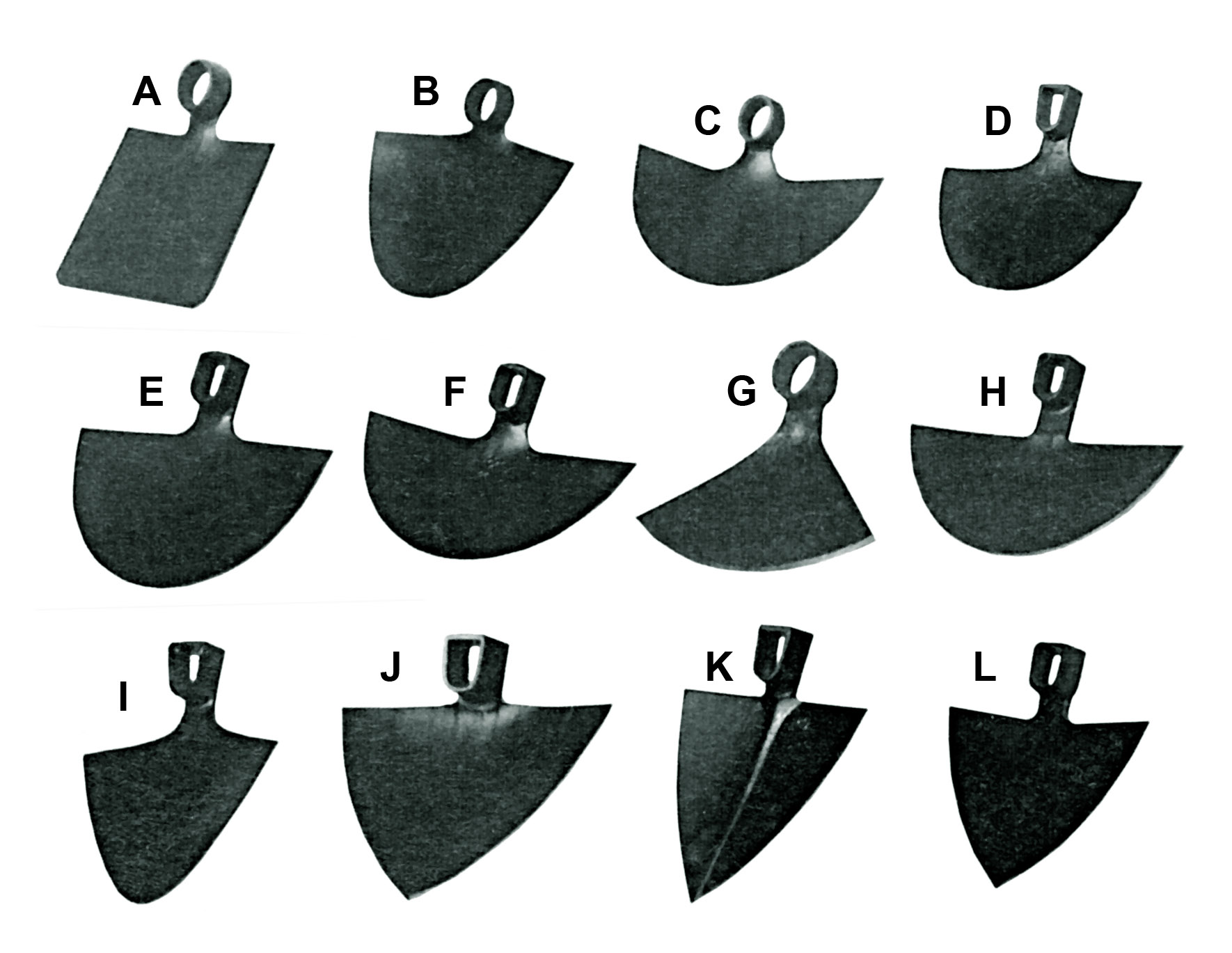
Hojas de azadas de Serbia
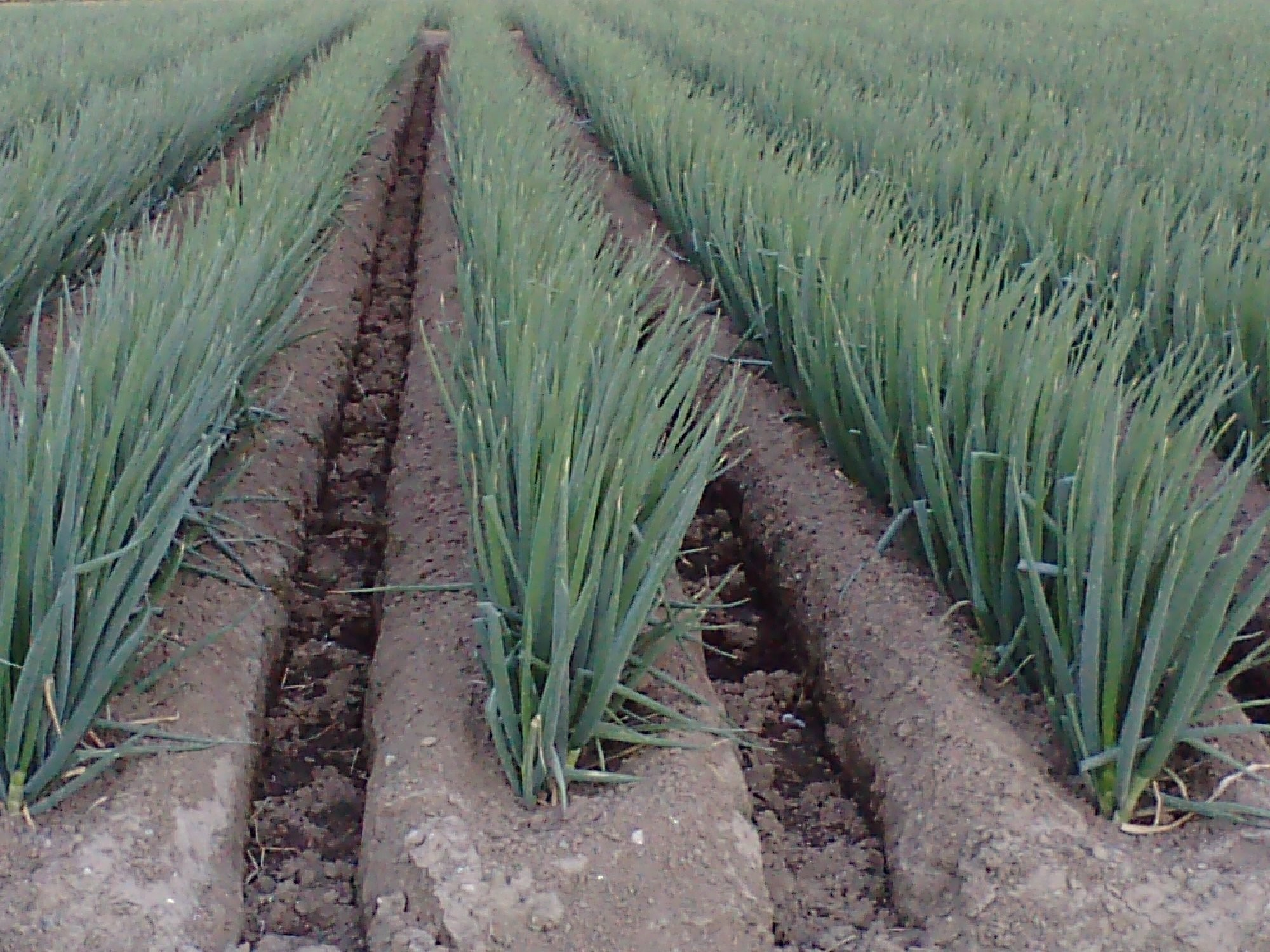
Aporcado (Une japonés 畝) para cebollines, arado con cultivador rotativo o azada (2007)
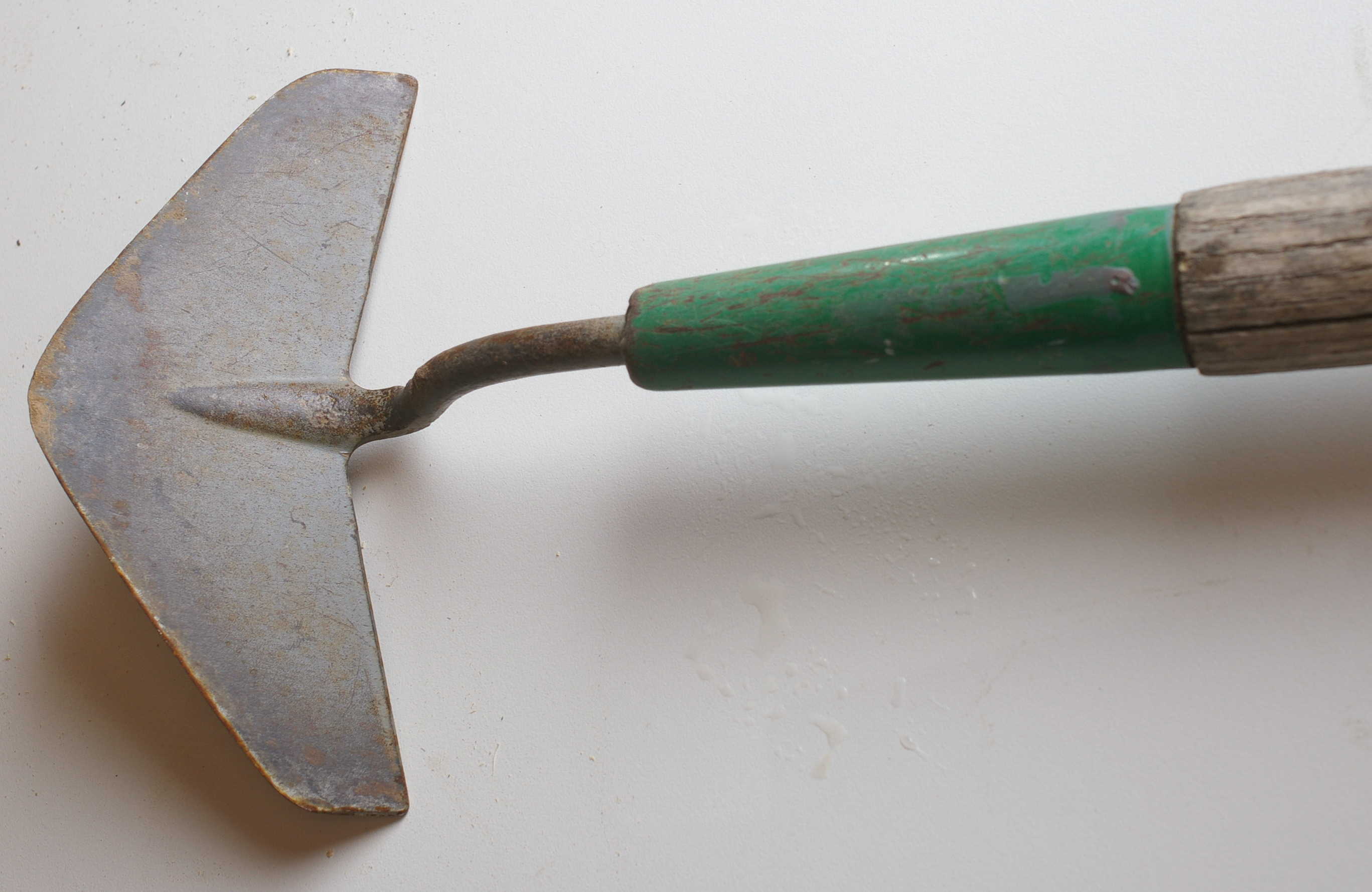
Una azada holandesa o azada de empuje; generalmente unida a una empuñadura larga y a un mango
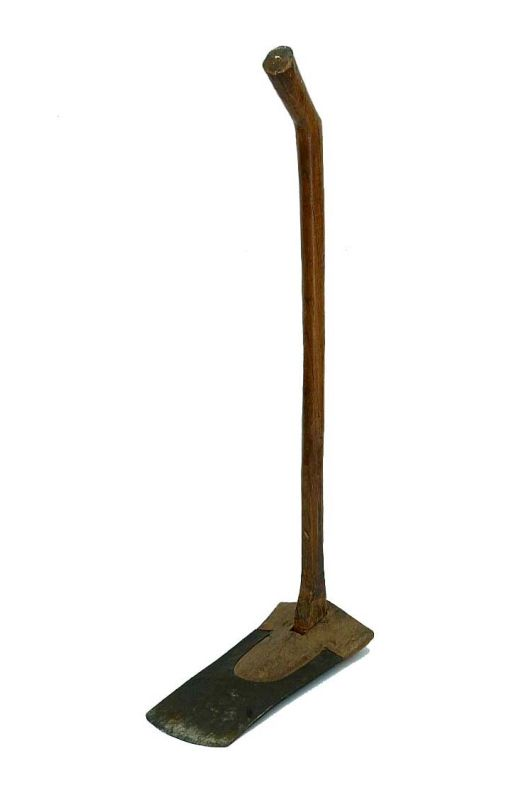
Pacul indonesio
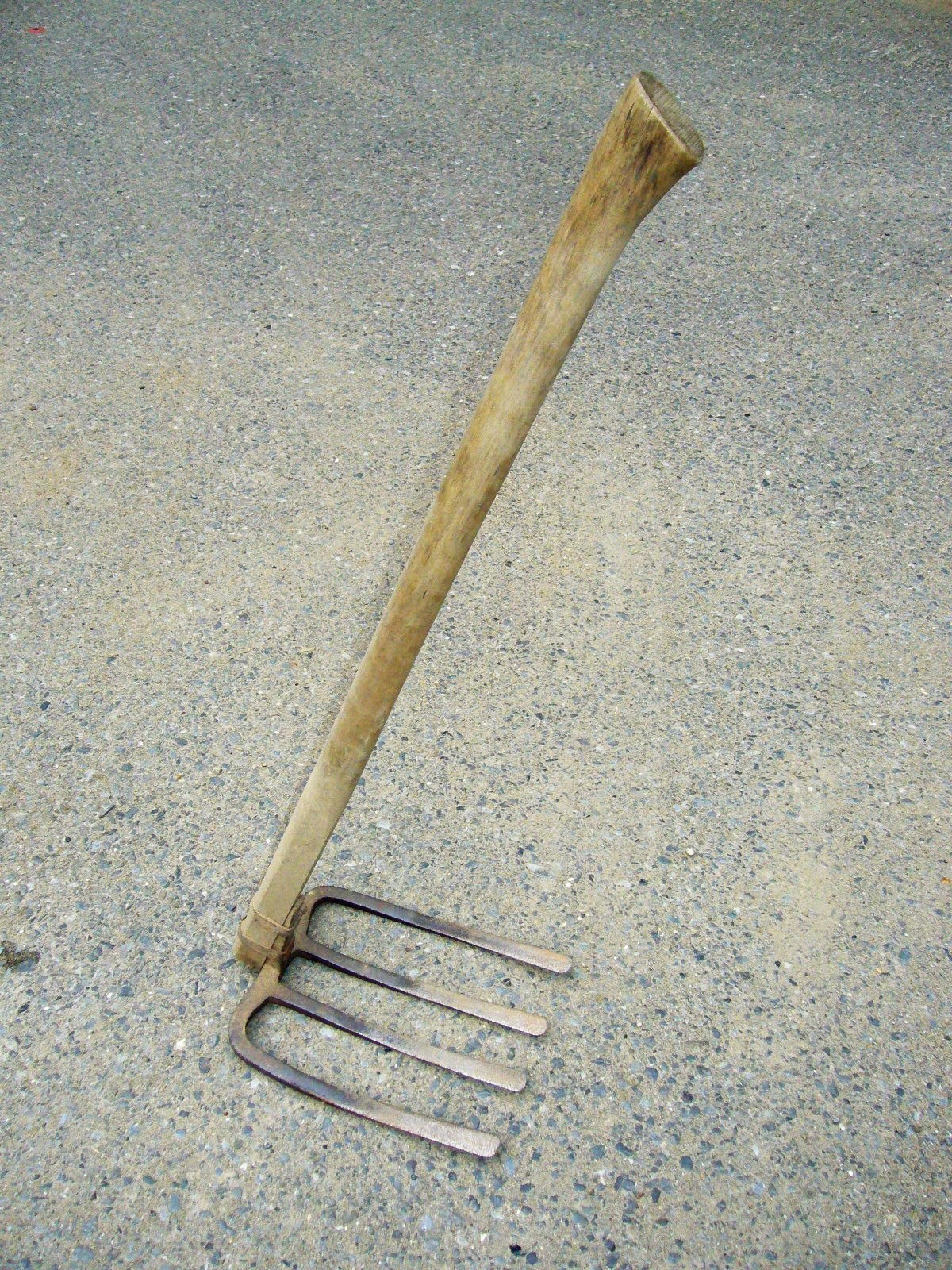
Japón 'bicchiu-guwa' (びっちゅうぐわ), una azada para los arrozales.
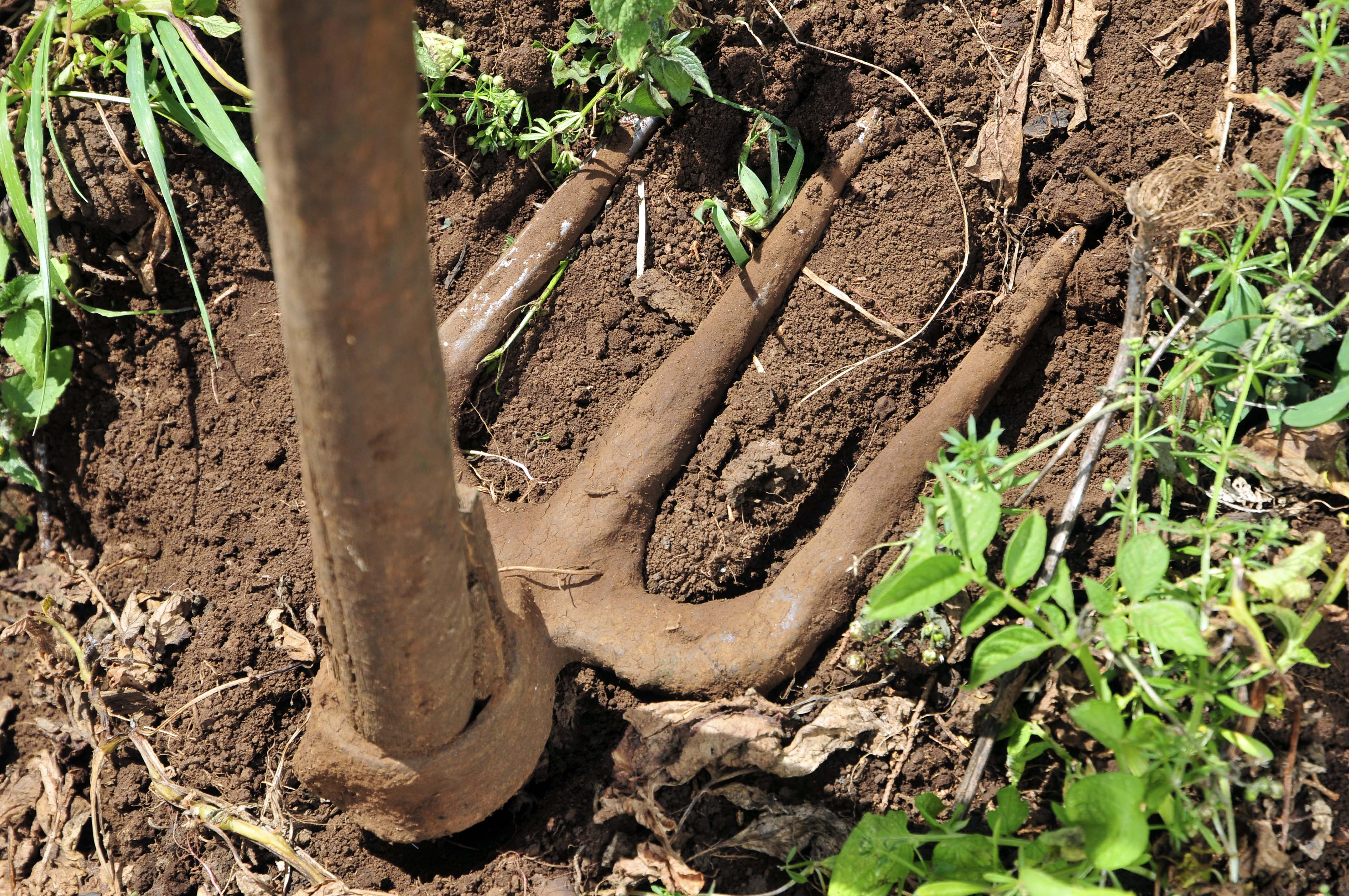
Una azada de tres dientes del monte Kenia.
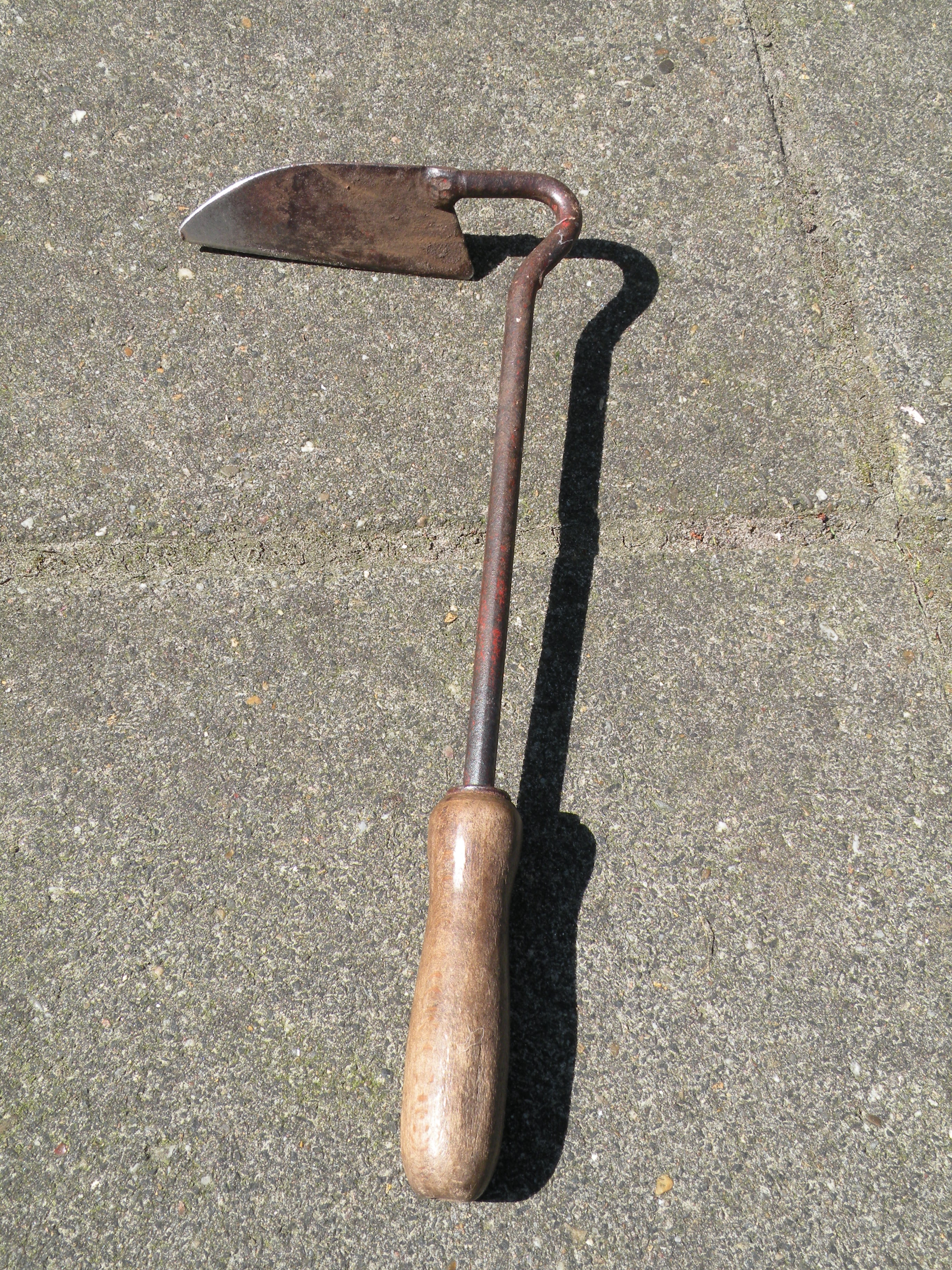
Una pequeña azada de mano de mango corto.
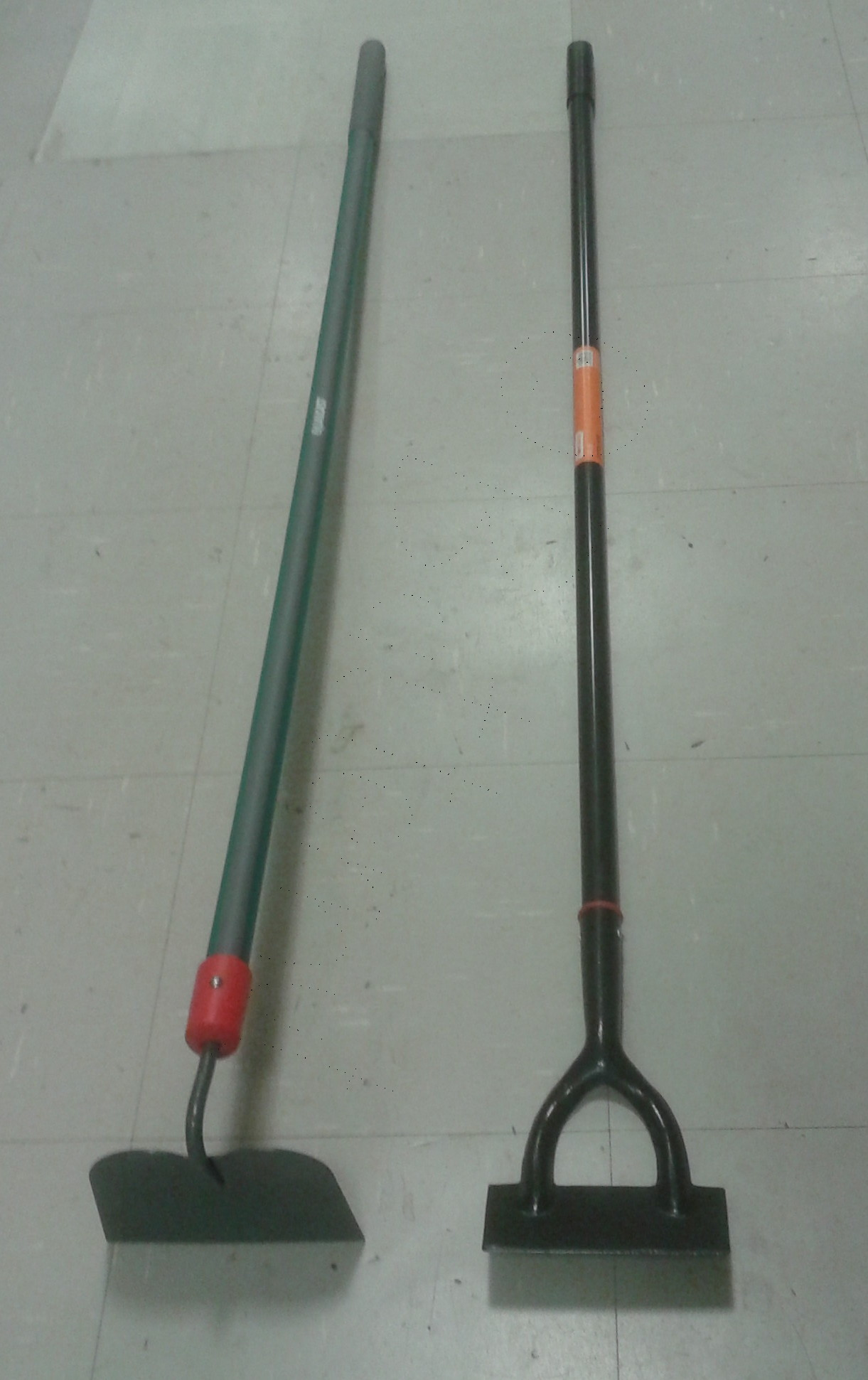
La azada de dibujo (izquierda) y la azada holandesa (derecha) que se venden actualmente en el Reino Unido.
Bandera de Mozambique, con una azada de tiro

## La azada en la prehistoria
Las primeras azadas eran de piedra con mango de madera. Como las actuales, incidirían de forma oblicua en la tierra, mediante el impulso humano, para abrir hoyos o surcos.

## Uso arqueológico
Durante los últimos quince o veinte años, las azadas se han convertido en herramientas cada vez más populares para los arqueólogos profesionales. Si bien no es tan precisa como la paleta tradicional, la azada es una herramienta ideal para limpiar áreas abiertas relativamente grandes de interés arqueológico. Es más rápido de usar que una llana y produce una superficie mucho más limpia que un cucharón de excavadora o una pala raspadora y, en consecuencia, en muchas excavaciones en áreas abiertas, la línea que alguna vez fue común de arqueólogos arrodillados y alisando hacia atrás ha sido reemplazada por una línea de arqueólogos inclinados con azadas.

## La azada como origen del arado

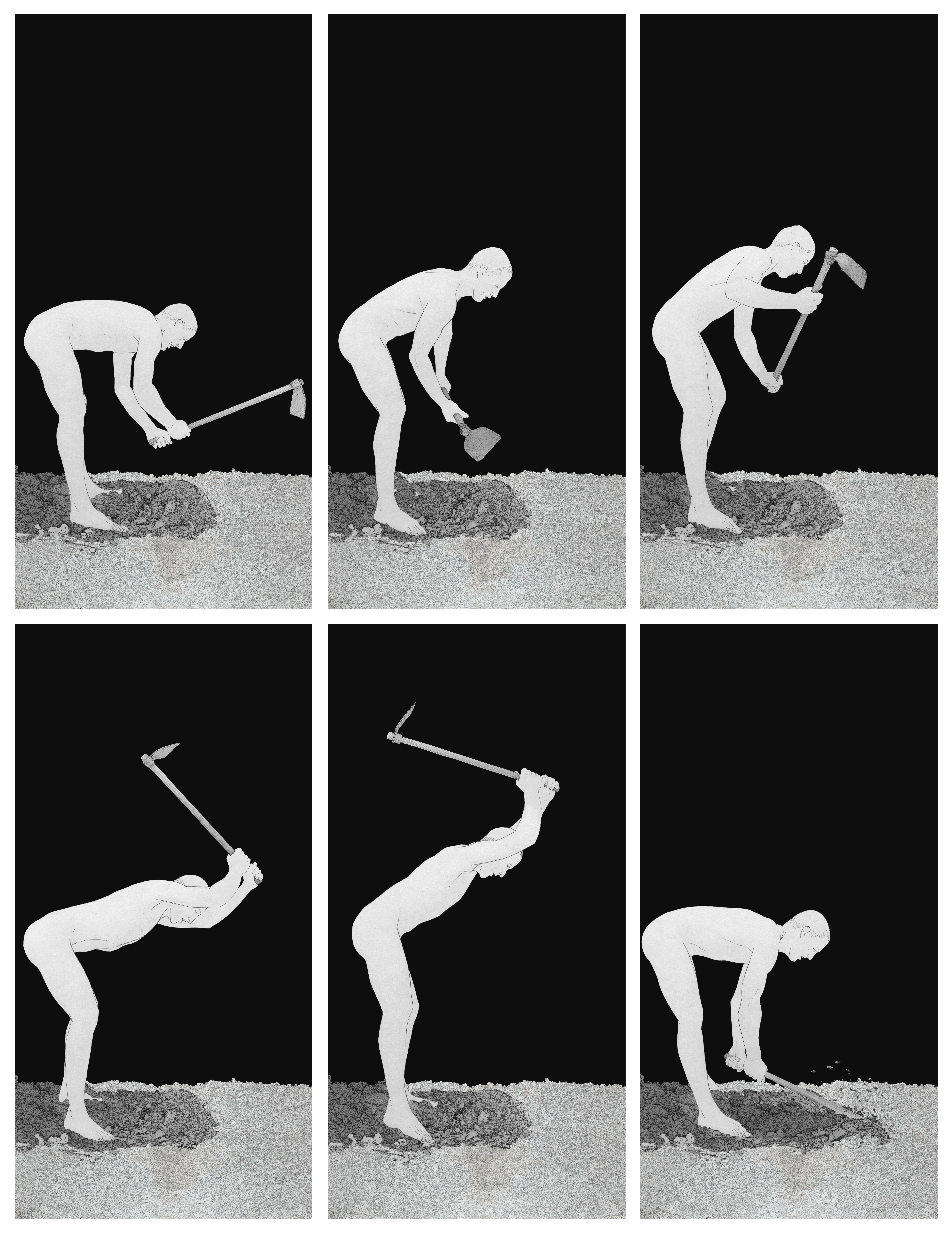
Uso de la azada para cavar. Imagen cedida por el Museo Valenciano de Etnología.

Algunos especialistas han propuesto a la azada arrastrada por una cuerda con tracción humana como origen del arado. Los primeros arados aparecen en Mesopotamia meridional hacia el 4500 a. C. y en Egipto e India entre el 4000 y 3000 a. C. primero arrastrados por el hombre y luego por tracción animal. Las primeras rejas —parte en contacto con la tierra para abrirla y levantarla— fueron de la misma pieza de madera del arado, luego de pieza distinta de madera tratada y endurecida al fuego, para finalmente ser de metal, más duradera y eficiente.
El inglés Jethro Tull inventó en el siglo XVII una azada de cavar tirada por un caballo, siendo la mejor la del sistema Garrett, con la que se puede escardar en un día, con el solo empleo de un caballo, cuatro o cinco hectáreas de cereales, remolacha, etc.

## Proscripción de la azada de mango corto en California
El uso prolongado de azadas de mango corto, que obligaban al usuario a inclinarse desde la cintura para alcanzar el suelo, podía con el tiempo causar un dolor permanente e incapacitante en la parte inferior de la espalda a los trabajadores agrícolas. Tras una lucha liderada por César Chávez con la ayuda política del gobernador Jerry Brown, el Tribunal Supremo de California declaró que la azada de mango corto era una herramienta manual insegura que fue prohibida por la ley de California en 1975.